# Krešimir Blažević
Krešimir Blažević (Slavonski Brod, 27. siječnja 1958. - Zagreb, 19. ožujka 2007.), bio je hrvatski pjevač, osnivač Animatora.

## Životopis
Poznat i kao "hrvatski Elvis Costello", Blažević je rođen 1958. godine u Slavonskom Brodu gdje je završio realnu gimnaziju i osnovnu glazbenu školu za violinu i gitaru. Na Filozofskom fakultetu u Zagrebu diplomirao je etnologiju i komparativnu književnost. Radio je sve što se u glazbi može raditi. Od 1982. intenzivno se bavi glazbom kada je osnovao vlastitu grupu Animatori te u njoj bio skladatelj, tekstopisac, pjevač i gitarist.
2001. godine zajedno s Brankom Bogunovićem Pifom snimio je album Julija je bacila svoj krevet kroz prozor.
1989. godine bio je glazbeni urednik i organizator programa u Glazbenom klubu Kulušić, te glazbeni producent. 1991. godine radio je kao urednik publishinga u Croatia Recordsu.
Objavio je zbirku poezije I jedne i druge i knjigu pripovijedaka Sam u koloni. Pisao je glazbene kritike u časopisima Vijenac, Kana i Cantus. Bio je član Hrvatskog društva skladatelja, Hrvatske glazbene unije, čiji je jedan od osnivača, a njegova kratka biografija nalazi se i u izdanju Sveučilišta Cambridge Who is Who in Popular Music. Autor je prve domaće rock autobiografije, naziva "Ostat ću mlad".

## Diskografija

### The Animatori

#### Studijski albumi
- 1983. Anđeli nas zovu da im skinemo krila (Jugoton)
- 1984. Svi momci i djevojke (Jugoton)
- 1987. Dok ležim cijeli dan u sjeni (Jugoton)
- 1992. Proljeće je zakucalo/Duhovi iz prošlosti (Orfej)
- 1996. Sanjarica (Croatia Records)
- 1998. K.B. & The Footballers (Orfej)

#### Živi albumi
- 1999. Ima još puno vremena (HB Ton)
- 2007. Ostat će mlad - Sjećanje na Krešu Blaževića (Dallas Records) (posmrtno, kao zvjezdani gost večeri)

#### Kompilacijski albumi
- 1995. Reanimatori, (Croatia Records)

#### Singlovi
- 1982. "Male curice" (Jugoton)
- 1983. "Anđeli nas zovu da im skinemo krila" (Jugoton)
- 1984. "Ostat ću mlad (Jugoton)

### BBTwang
- 2001. Julija je bacila svoj krevet kroz prozor (Cantus)